# 日里亚季诺农村居民点
日里亚季诺农村居民点（俄语：Жирятинское сельское поселение）是俄罗斯联邦布良斯克州日里亚季诺区所属的一个农村居民点。其下辖有20个居民点，行政中心为日里亚季诺。据2015年统计，该农村居民点的人口为4340人。